# Les Cinq Doigts
Les Cinq Doigts est une composition pour piano d’Igor Stravinsky datant de 1921. Elle consiste en huit pièces « très faciles » dans lesquelles la main droite ne joue généralement que sur cinq notes. La complexité rythmique et mélodique augmente cependant au fur et à mesure des pièces.

## Présentation
Les Cinq Doigts est un recueil de petites pièces enfantines pour piano composé à Garches en février 1921,.
Dans Chroniques de ma vie, Igor Stravinsky écrit concernant l'œuvre :

« Ce sont huit mélodies très faciles où les cinq doigts de la main droite, une fois posés sur les touches, ne se déplacent plus durant une période ou une pièce entière, tandis que la main gauche, destinée à accompagner la mélodie, exécute un dessin soit harmonique soit contrapuntique de la plus grande simplicité. »

La position des doigts de la main droite est indiquée au début de chaque pièce.
La partition est créée au piano par Jean Wiéner le 15 décembre 1921 à Paris, salle des Agriculteurs, et publiée en 1922 par Chester (Londres),.

## Structure
Le recueil, d'une durée moyenne d'exécution de sept minutes environ, comprend huit mouvements, :
1. Andantino, court mouvement en do majeur majoritairement à 
, de forme ternaire A-B-A ;
2. Allegro, également en do majeur et à 
, ce mouvement est plus long que le premier et sa construction, encore A-B-A, est légèrement plus complexe ;
3. Allegretto, court mouvement toujours en do majeur et à 
, de forme binaire ;
4. Larghetto, un des mouvements les plus mélodiques et les plus beaux, c'est la première pièce hors de la tonalité originale de do majeur, en l'occurrence en mi mineur, à 
, de forme A-A-B. Guy Sacre relève que c'est une « touchante sicilienne[2] » ;
5. Moderato, douloureux mouvement, « de couleur russe[2] », en mi mineur, de forme A-B-A, à 
, premier mouvement dans lequel la main droite doit changer de position au cours de la pièce ;
6. Lento, mouvement dans lequel la main droite change également de position, deux fois, pièce probablement la plus particulière, à la « poétique bimodalité[2] », [...] qui confronte fa  et fa  en ré", de forme binaire, à 
 ;
7. Vivo, pièce en fa majeur, à 
, de forme A-B-A ;
8. Pesante, un "tango parodique" principalement constitué d'accords répétés et de brusques changements de modes majeurs à mineurs, à 
. Quoique le mouvement revienne à la tonalité originale de do majeur, de nombreuses altérations viennent troubler sa perception.

En 1962, Stravinsky réalise une instrumentation de la partition pour un petit ensemble de chambre de 15 musiciens, sous le titre Eight Instrumental Miniatures (Huit Miniatures instrumentales), dédiée à Lawrence Morton et créée le 29 avril 1962 à Toronto, sous la direction du compositeur, dans un ordre des mouvements différent,.